# الوصايا العشر في اللاهوت الكاثوليكي

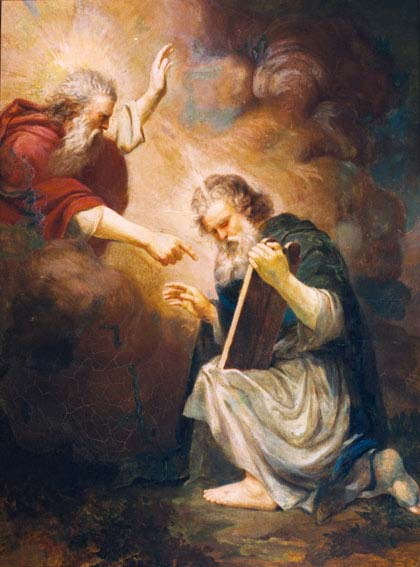
لوحة رسمها الفنان جواو زيفيرينو دا كوستا عام 1868 لموسى وهو يلتقف لوح الشريعة

الوصايا العشر في لاهوت الكاثوليكي يقصد بها التعاليم الكنسية الرسمية في الكنيسة الكاثوليكية للوصايا العشر المذكورة في سفر الخروج (20: 1-17) وفي سفر التثنية (5: 2-21)، والتي تشكل جزءًا من العهد بين الرب وبني إسرائيل. ووفقا لتعاليم المذهب الكاثوليكي تعد الوصايا العشر العمود الفقري لنمو روحي سليم، والأساس لحياة اجتماعية عادلة. والاسترشاد بالوصايا العشر هو أكثر الوسائل التي يستخدمها الكاثوليكيون في فحص الضمير بغية إتمام سر التوبة.
ظهرت الوصايا العشر في الكتابات الكنسية القديمة؛  حيث يؤكد الكاثوليكيون أن الوصايا العشر «هيمنت» على التعاليم الإيمانية والدينية منذ عصر القديس أوغسطينوس (354 – 430 ميلاديا).
تشير الأدلة إلى أن الوصايا العشر كانت تستخدم في التعليم المسيحي في المسيحية المبكرة  -حيث لم تكن هناك أي معايير رسمية للتعليم الديني حتى إنشاء مجمع لاتران الرابع عام 1215-. وعلى مدى العصور الوسطى ولكن دون التأكيد الدائم على أهميتها. واعتمدت أحد صور النقد التي وجهها البروتستانت الإصلاحيين للكنيسة الكاثوليكية في عدم اعتماد بعض الأبرشيات الكاثوليكية على الوصايا العشر في تعاليمهم بصورة كاملة.
وفيما بعد تم وضع أول كتاب للتعليم الديني على مستوى الكنيسة الكاثوليكية عام 1566 «عن طريق شرح مناقشات كل وصية على حدا» ولكنه أكد أكثر على الطقوس الدينية للكنيسة الكاثوليكية. وخصصت تعاليم الكنيسة الحديثة (الكتاكيزم) جزء كبير لشرح كل وصية من الوصايا العشرة.
اعتمدت كتب تعاليم الكنيسة في العهد القديم والعهد الحديث وفي كتابات آباء الكنيسة على تعليم وشرح الوصايا العشرة بشكل كبير. وأقر المسيح في عظة الجبل في كتابات العهد الجديد على أهمية الوصايا العشر وأوعز إلى تلاميذه بأنهم لن يدخلوا ملكوت السماوات ما لم يزد برهم على الكتَّبة والفريسيين. وقسم المسيح الوصايا العشر إلى «الوصيتين العظيمتين» والتي نصت على حب الرب وحب الناس  وهي توصي الأشخاص بعلاقاتهم مع بعضهم البعض. وتدعو الوصايا الثلاثة الأولى إلى احترام اسم الرب، وحفظ يوم الرب (يوم السبت)، وتحريم عبادة إله غير الرب. وتشمل بقية الوصايا العلاقات بين الأفراد مثل العلاقة بين الابن والوالدين، وتحتوي أيضا على تحريم للكذب والسرقة والقتل والزنا والطمع.

## عدد الوصايا

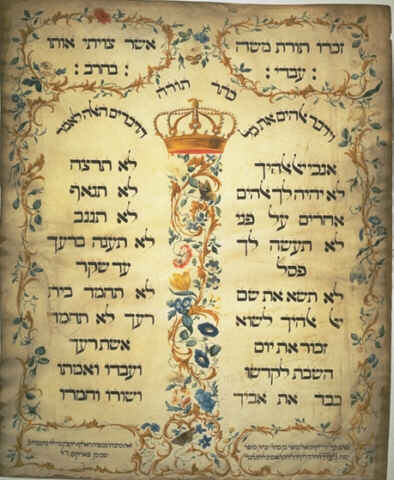
الوصايا العشر التي كتبها جيكوثيل صوفر عام 1768

يشير العهد القديم إلى عشرة وصايا منفصلة. ومع ذلك يوجد أكثر من عشرة جمل أمرية في نصوص سفر الخروج (20: 1-17) وسفر التثنية (5: 2-21). استمدت الكنيسة الكاثوليكية واللوثرية تقسيم الوصايا من الكنيسة اللاتينية من كتاب القديس أغسطينوس أسئلة عن سفر الخروج؟  واعتمدت بعض الكنائس المسيحية الأخرى كالكنيسة الأرثوذكسية الغربية وبعض الكنائس البروتستانتية على تقسيم آباء الكنيسة؛ حيث لم يوضح العهد القديم الطريقة التي يمكن بها تقسيم النصوص لتصبح عشر وصايا. وبالرغم من الاختلاف الطفيف في عدد الوثائق وادعاء الكنيسة البروتستانتية عكس ذلك،  احتوى كلا التقسيمين على نفس المضمون. وتختلف عدد الوصايا عند اليهود عن عدد الوصايا عند الطوائف المسيحية في اعتبارها الجزء الذي يعرفه كثير من المسيحيين بالمقدمة للوصايا على أنها جزء من الوصية الأولى.

## تاريخ الوصايا العشرة
تعتبر الوصايا العشرة قاعدة أخلاقية في اليهودية والمسيحية والإسلام. ظهرت لأول مرة في سفر الخروج بعد أن حرر موسى -بناءً على أوامر الرب- أجساد بني إسرائيل من الاستعباد في مصر، ووفقًا لتعاليم الكنيسة عرض الرب عليهم عهدًا -والذي تضمن الوصايا العشرة- ليحرر أرواحهم من الخطيئة. وهو ما وصفه بعض المؤرخين «الحدث الأساسي في تاريخ إسرائيل القديمة» 
وترى الكنيسة الكاثوليكية مجئ المسيح إتمام لأقدار اليهود الذين تم اختيارهم -وفقًا لبيتر كريفت- " لتعريف العالم بالرب الحقيقي."  وأقر المسيح الوصايا العشر، وقال لأتباعه بأن دخولهم ملكوت السماوات يحتاج أن "يزد بركم على الكتبة والفريسيين ووضح كريفت تعاليم الكنيسة أن " أهمية الوصايا في النظام الأخلاقي تساوي أهمية رواية الخلق (سفر التكوين) في النظام الطبيعي، فالوصايا نظام الرب للقضاء على الفوضى، وهي ليست أفكار الإنسان عن الرب، وإنما أفكار الرب عن الإنسان."
وتنص تعاليم الكنيسة أن المسيح قد أحل الناس من الالتزام باتباع "شريعة اليهود الشاقة (التوراة أو شريعة موسى) بوصاياها ال163 ولكن ليس من الالتزام باتباع الوصايا العشرة  "فالوصايا العشرة كتبت بأصابع الله على لوح الشريعة، على عكس تلك التي كتبها موسى بيديه."  وهذه التعاليم تم التأكيد عليها مرة أخرى في مجمع ترنت (1545 - 1563) وفي المجمع الفاتيكاني الثاني (1962 - 1965) 
وبالرغم من غموض استخدامات الوصايا العشرة في أوائل العبادات المسيحية إلا أن الدلائل تشير إلى أنها كانت تُقرأ في بعض المناسبات أو تستعتمل في تعليم المسيحية  فعلى سبيل المثال تظهر الوصايا العشرة في أحد أوائل الكتابات المسيحية المعروفة باسم «تعاليم الأثنى رسالة» أو «ديداخي»  وأكد بعض العلماء أن الوصايا حظت باهتمام كبير من الكنيسة الأولى على أنها ملخص لشريعة الله. بينما اقتنع العالم كلاوس بوكميهل أن الكنيسة قد استبدلت الوصايا بقائمة من الفضائل والرذائل، مثل الخطايا السبع المميتة من 400 - 1200،  وادعى بعض العلماء أن الكنيسة على مر تاريخها قد استخدمت الوصايا في فحص الضمير، وأن الكثير من رجال الدين كتبوا عنهم. بينما الدليل المؤكد أن الوصايا كانت جزءًا من تعليم الدين المسيحي في الأديرة والأماكن الأخرى، ولم يكن هناك أي مكان رسمي لتطوير مناهج التعليم الديني خلال القرون الوسطى، مجمع لاتران الرابع (1215) كان أول محاولة لعلاج تلك المشكلة. وتظهر الأدلة الباقية أن جهود بعض الأساقفة لتنفيذ قرارات المجمع، قد ركزت بشكل خاص على تعليم الوصايا في أبرشياتهم. وشكلت -بعد عدة قرون- قلة إرشادات الوصايا في بعض الأبرشيات أحد أساسات النقد الذي وُجه ضد الكنيسة من قبل المصلحين البروتستانت.
ركز التعليم الديني المسيحي في بعض الأبرشيات منذ منتصف القرن الرابع عشر على الوصايا، ووضع القاعدة لأول كنيسة رسمية للتعليم الديني عام 1566 «كنيسة الرومانية للتعليم الديني.»  ووفرت -بتكليف من مجمع ترينت- «مناقشات مستفيضة لكل وصية» ولكن ركزت بشكل كبير على الأسرار المقدسة السبعة، لتؤكد على على الاعتقاد الكاثوليكي أن حياة المسيحي تعتمد على النعمة وحسب التي يحصل عليها من خلال حياة السر المقدس التي توفره الكنيسة الكاثوليكية،  ولكن هذا التأكيد تعارض مع المعتقدات البروتستانتينية، والتي تعتبر الوصايا مصدر النعمة الإلهية. بينما يوجد منشورات بابوية قديمة تحتوي تأويلات لتعاليم الكنيسة لكل وصية، واعتمد منهج تعليم الوصايا في الكنيسة خلال التاريخ على ذكرهم في العهد القديم والعهد الجديد وكتابات أوائل آباء الكنيسة أوريجانوس، وإيرينوس، وأوجستين. وعرض رجال الدين -لاحقًا- تفسيرات بارزة للوصايا، حيث اعتبرهم أكويناس، الذي كان ملفان، «القاعدة الأولى للعدل، وجميع القوانين، وتدعمهم قوانين الطبيعة بشكل قاطع، بسبب كونهم مبادئ واضحة ومؤكدة.» 
وتكرس أوائل «التعاليم الدينية للكنيسة الكاثوليكية» -الملخص الرسمي لمعتقدات الكنيسة- جزء كبير لتعليم الوصايا والذي مثلت القاعدة للتعاليم الكاثوليكية الاجتماعية،  ووفقًا للتعاليم الدينية، أعطت الكنيسة الوصايا مكان رئيسي في تعليم الإيمان منذ القرن الخامس. ويبين كريفت أن الكنيسة قد اعتبرتهم «طريق للحياة» و «طريق للحرية» مثل سور مدرسة يحمي الأطفال من «تهديدات الحياة الخطيرة.»

## الوصية الأولى
وتعني الوصية الأولى، وفقًا لتعاليم الكنيسة، «يجب أن يعبد ويملك البشر قلوبهم إلى الله وحده؛ لأن الله واحد، ولا يوجد آلهة أخرى.» وترى تعاليم الدين المسيحي هذا التحذير من عبادة الأوثان، يحذرنا من عبادة أي مخلوق آخر، أو الشياطين أو الآلهة الأخرى التي تتملك قلب الإنسان من حب القوة، والمتعة، والعظمة، والتكبر، والنسب، والمال. وشرح أغسطينوس هذه الوصية في جملة «أحب الرب، وافعل بعد ذلك ما تريد». وذكر كريفت، معلل وجهة نظره، أن جميع الآثام «تخدم آلهة أخرى، وتطيع إله آخر: سواء العالم، أو البشر، أو الشياطين.»